# Долгая дорога домой (роман)
«Долгая дорога домой» — дебютный роман российского писателя Анатолия Пасичника, написанный в 2011 году. Книга была экранизирована в 2017 году и получила несколько призов на международных кинофестивалях.

## Сюжет
В центре повествования находится молодой человек по имени Сергей, который живет в небольшом провинциальном городке и ведёт размеренный образ жизни. Работает разнорабочим на стройке, проживает в свои тридцать лет с родителями и младшим братом. Сергей прекрасно осознает то, что в жизни упустил множество возможностей, но со сложившимися обстоятельствами уже давно смирился. На стройке он работает с бывшим одноклассником и лучшим другом Валентином.
Однажды ночью, он видит сон, в котором его друга зовёт с собой покойный отец товарища, который умер несколько лет назад. Наутро парень узнает, что друга нашли мертвым. После данного случая Сергея начинают преследовать странные и загадочные события, смысл которых он пытается понять и выяснить значения. Все родные и близкие также оказываются вовлечены в происходящие события. Ни Сергей, ни его родных не готовы принять грядущие перемены и вскоре им предстоит узнать истинный смысл нашей загадочной, а местами пугающей жизни.

## Персонажи
- Сергей — молодой человек, главный герой романа.
- Валентин — лучший друг Сергея.
- Анастасия — одноклассница друзей, училась вместе с Сергеем и Валентином в одном классе.
- Владимир — напарник главного героя по строительным работам.
- Виталик — младший брат Сергея.
- Андрей — в прошлом, друг Сергея и гитарист рок-группы.
- Михаил — бас-гитарист рок-группы.
- Алексей — бывший одноклассник.
- Александр Иванович — отец Анастасии.

## История создания
Идея написания романа, пришла Анатолию в выпускном классе. До 2011 года автор вынашивал и обдумывал структуру будущей книги. Лишь в августе 2011 был готов первый черновик романа, который в последующие месяцы был отредактирован и закончен, но опубликована книга была лишь в 2018 году.
Несмотря на большое количество мистических составляющих, книга во многом имеет полубиографическое содержание. Практически все герои романа имеют свои прототипы реальных людей из жизни автора. А некоторые главы, их части, и диалоги вообще были написаны с минимальными изменениями. «Долгая дорога домой», как и другие творческие произведения Анатолия, имеет очень мрачные оттенки. Однажды несколько знакомых спросили: почему он пишет такие мрачные произведения? В ответ автор лишь процитировал Стивена Кинга, которому однажды задали подобный вопрос: «Почему вы считаете, будто у меня есть выбор?»

## Экранизация книги
В 2013 году писатель приступил к экранизации своего первого романа. Причем выступил в качестве сценариста, режиссера и продюсера фильма. Несмотря на то, что съемочный период занял всего 27 дней, подготовка и производство длились с 2013 года до декабря 2017, когда готовый фильм получил прокатное удостоверение в министерстве культуры Российской Федерации. В дальнейшем фильм принял участие более чем в 28 международных кинофестивалях по всему миру, и одерживал победы, на некоторых кинофестивалях конкурировал с фильмами, имеющими миллионные бюджеты.

### Награды экранизации
- 2018 — 🏆 кинофестиваль France Independent Film Festival — победитель в номинации «Лучший полнометражный фильм».
- 2020 — 🏆 кинофестиваль Life Style Cinema — победитель в номинации «Лучший полнометражный фильм».
- 2020 — 🏆 кинофестиваль SKEY-CINEMA International Film Festival — победитель в номинации «Лучший сценарий».
- 2020 — 🏆 кинофестиваль X-FILMFEST — North Caucasian Film Festival — победитель в номинации «Лучший саундтрек»[6].
- 2021 — 🏆 кинофестиваль WHITE NIGHTS Film Festival — победитель в номинации «Лучший режиссер»[7].
- 2021 — 🏆 кинофестиваль Votkinsk International Film Festival — победитель в номинации «Приз зрительских симпатий»[8].
- 2021 — 🏆 кинофестиваль Nadym International Film Festival — победитель в номинации «Лучший режиссер»[9].
- 2021 — 🏆 кинофестиваль Maykop International Film Festival — победитель в номинации «Специальный приз жюри»[10].